# ジェイ・スピーリング
ジェイ・フランシス・スピーリング（Jay Francis Spearing, 1988年11月25日 - ）は、イングランド・マージーサイド州ウィラル、ウォラシー出身のサッカー選手。ポジションはMF。

## 経歴
リヴァプールFCのユース育ちの生え抜きの選手。2009-10シーズンは、ほぼ全ての試合でベンチ入りしている。2009年10月17日の対サンダーランドAFC戦で先発出場し、プレミアリーグ初出場を果たした。
2010-11シーズンは、ロイ・ホジソンの下ではチームの不振もあり、プレミアリーグではなかなか出場機会を得ることができなかった。しかし、ヨーロッパリーグではグループリーグでチームの主力として活躍し、経験を積んだ。
成績不振によりホジソンが解任され、クラブの英雄ケニー・ダルグリッシュが就任して、3試合目のマージーサイドダービーで先発に抜擢され、いいパフォーマンスを見せた。しかし、その後は相変わらずベンチに座る日々が続いた。
しかし、チームの大黒柱スティーヴン・ジェラードが怪我で離脱すると、先発で起用されるようになり、いいパフォーマンスを見せている。
2012年8月31日、ボルトン・ワンダラーズFCへレンタル移籍し、翌年8月には完全移籍した。2015年1月30日、ブラックバーン・ローヴァーズFCにシーズン終了までの期限付きで加入した。
2017年7月にボルトンを退団し、10月4日にシーズン終了までの契約でブラックプールFCに移籍した。
2020年8月5日、トレンメア・ローヴァーズFCへ移籍。
2022年7月1日、トレンメア・ローヴァーズを契約満了で退団していたスピーリングは、古巣のリヴァプールへフリーで移籍。U-21ではオーバーエイジ選手兼アシスタントコーチとして自身もリザーブリーグに出場しながら若手選手に指導を行っており、U-18でもアシスタントコーチを勤めている。

## タイトル

### クラブ
リヴァプール
- フットボールリーグカップ 2011-12

### 個人
- ボルトン・ワンダラーズFC年間最優秀選手 2012-13